# Tera (rzeka)
Tera – rzeka w Hiszpanii o długości 139  km, która przepływa przez wspólnotę autonomiczną Kastylia i León. Jest dopływem rzeki Esla w dorzeczu Duero.
Rzeka ma znaczenie ekologiczne – jest domem dla 24 gatunków wymienionych w Dyrektywach Unii Europejskiej dotyczących przyrody. Teren ten został wyznaczony jako Riberas del Río Tera y afluentes przez SOOS w 2015 roku.